# طومسون-سي إس إف

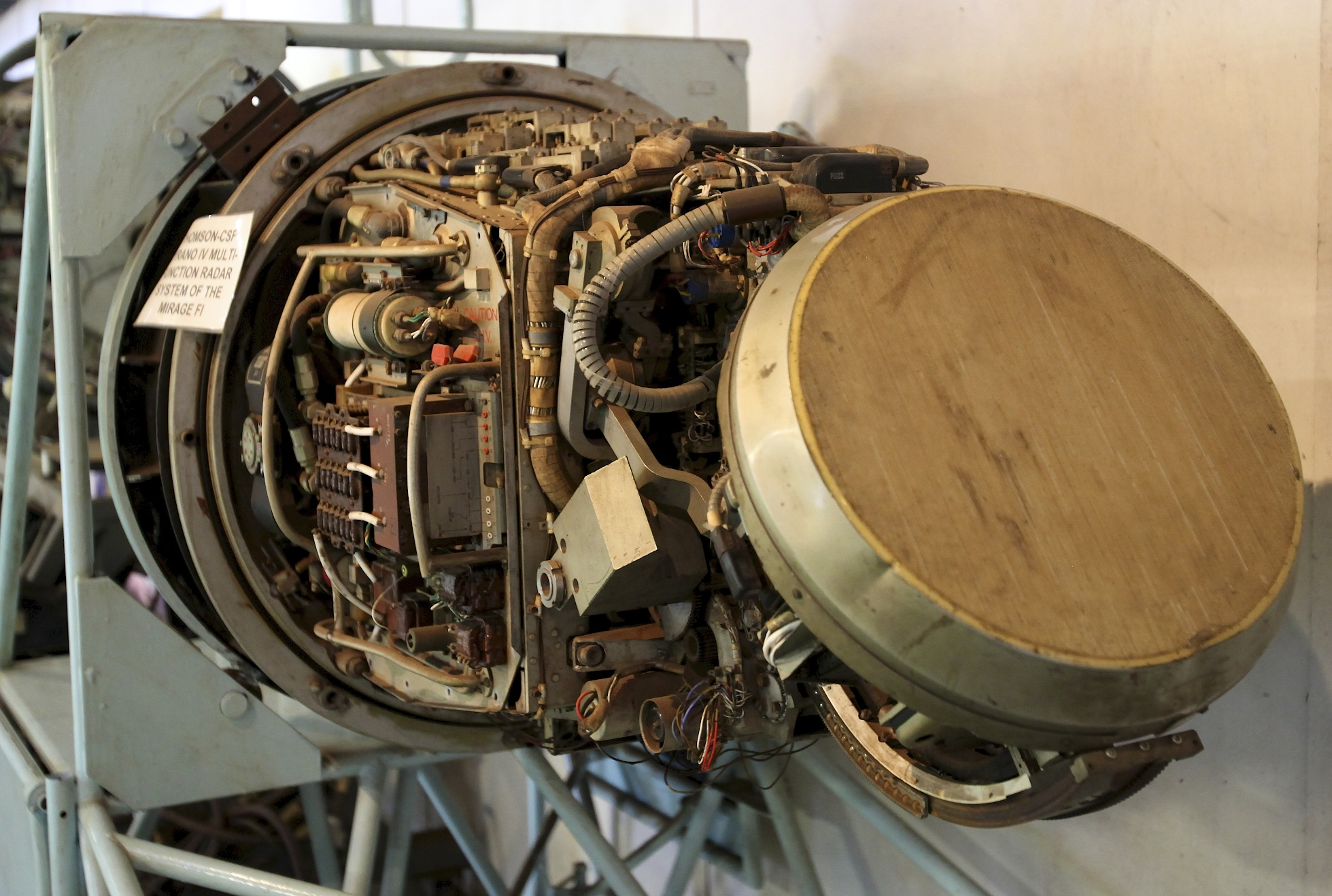
رادار "طومسون-سي إس إف سيرانو الرابع" المحمول جوا كان يستخدم على المقاتلة الفرنسية الصنع داسو ميراج إف1

طومسون-سي إس إف (بالإنجليزية: Thomson-CSF)‏ كانت شركة كبرى تعمل في مجال إلكترونيات الطيران ومقاول رئيسي لصناعة الأسلحة. في ديسمبر 2000 تم تغيير اسمها مجموعة تاليس.